# Gerson Marín
Gerson Marín là một cầu thủ bóng đá người México thi đấu cho Alebrijes de Oaxaca của Ascenso MX.

## Danh hiệu
Oaxaca
- Ascenso MX: Apertura 2017